# Chapelle Notre-Dame-de-Pitié (Annecy-le-Vieux)
Pour les articles homonymes, voir Chapelle Notre-Dame-de-Pitié.
La chapelle Notre-Dame-de-Pitié, aussi appelée chapelle de Provins, est une chapelle néogothique du XIXe siècle située à Annecy-le-Vieux, en Haute-Savoie.

## Localisation
La chapelle est située sur la commune déléguée d'Annecy-le-Vieux, sur la commune d'Annecy, dans l'ancien hameau de Provins, à l'intersection de la route de Provins et du chemin de Charnay.

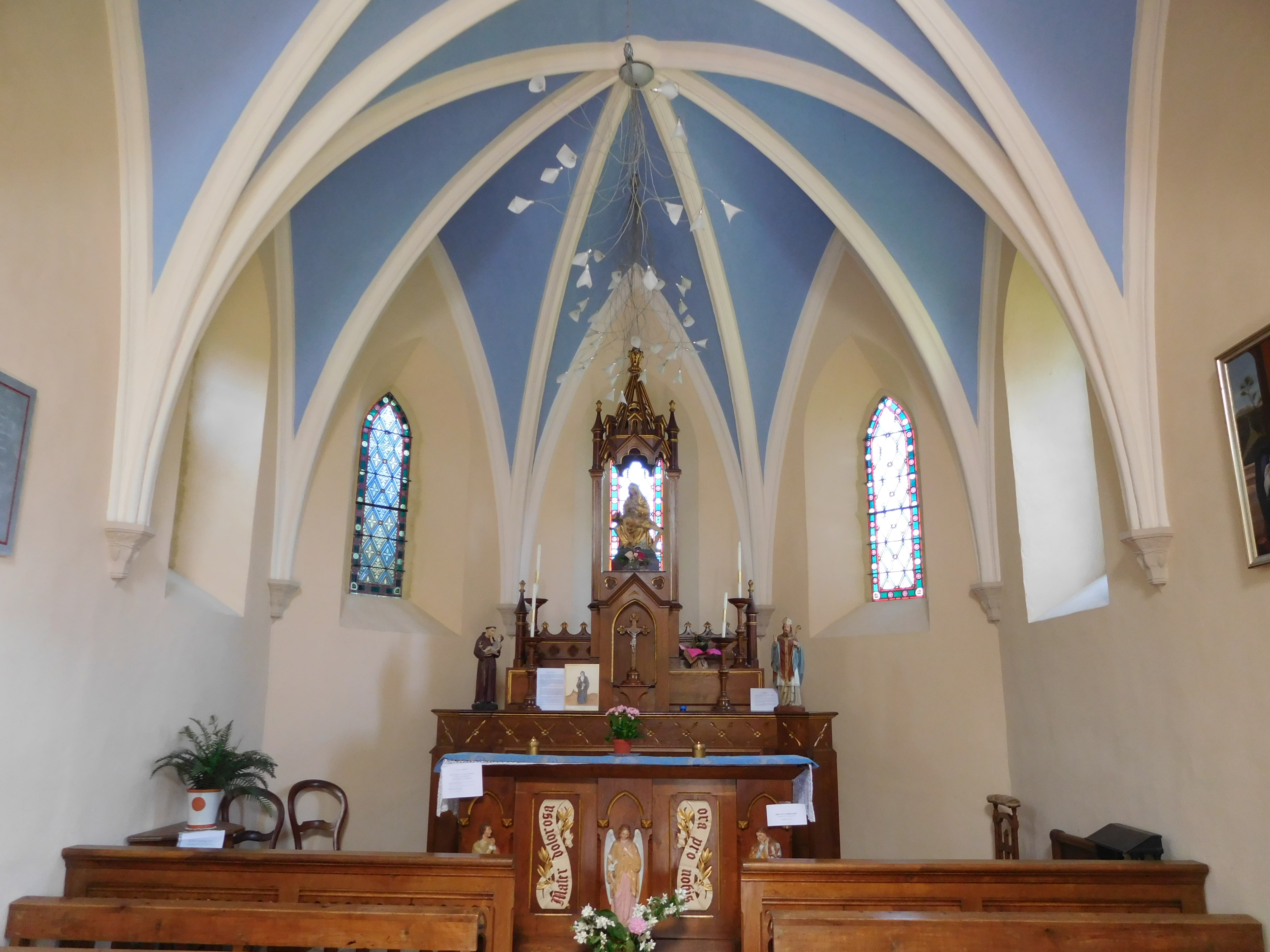
Vue de l'intérieur de la chapelle.

## Description
La façade comporte une rosace et un pignon triangulaire, surmontés d'un clocher octogonal. Une plaque comportant la mention « Chapelle dédiée à Notre Dame de la Compassion » est accrochée à droite du portail. À l'intérieur, on trouve un vaisseau composé d'ogives et entouré de fenêtres en pierre de Morzine, ainsi qu'une statuette de la vierge, « Notre-Dame de Provins », classée monument historique au titre objet,.

## Historique
D'après une légende du XIVe siècle, les habitants du hameau de Provins auraient trouvé une statue de la Vierge Marie à l'entrée du village, au bord du chemin. Pour la vénérer, ils décident de l'abriter dans un endroit plus décent, mais la statuette disparait pendant la nuit, et est retrouvée à nouveau à l'emplacement de sa première découverte. Les villageois décident cette fois de l'amener à l'église paroissiale pour lui montrer leur dévotion, mais le lendemain, la statue est à nouveau absente, et réapparait une nouvelle fois à l'entrée du hameau. Les habitants y voient alors la volonté de la Vierge d'être vénérée à cet endroit précis, et y érigent un petit sanctuaire pour accueillir la statuette.
Les premières traces historiques de la chapelle datent de 1669, lorsque le terrain pour construire un édifice religieux est donné à Provins, par Antoinette Guirod, veuve de Claude-François Arpiaud, seigneur de Bellegarde et maître auditeur de la cour des comptes du Genevois,. Une chapelle y est construite en 1672 par le révérend Jean-Claude de la Combe. Ce lieu de dévotion gagne en importance entre le XVIIe et le XIXe siècle, devenant un lieu de pèlerinage assez fréquenté lors des fêtes de la Vierge. En 1832, les grand-messes sont interdites par les autorités diocésaines, en réaction aux réjouissances profanes provoquées par le pèlerinage, faisant « tomber la vogue de ce hameau », selon le curé Pacthod.

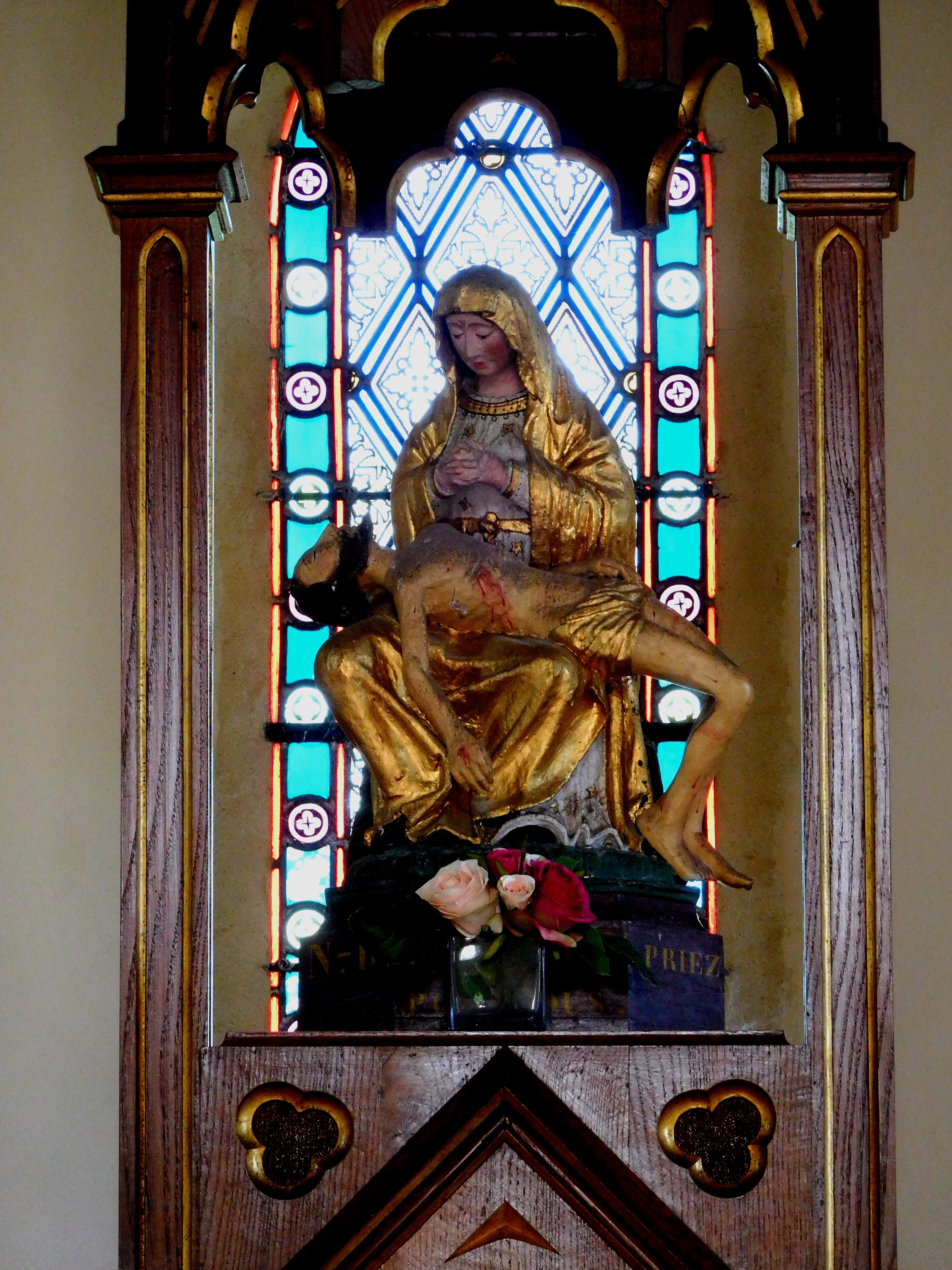
Statue de la Vierge « Notre-Dame-de-Provins ».

Durant la révolution française, les dégradations faites aux monuments religieux poussent une jeune fille pieuse du hameau, Nicolarde Salomon, à s'emparer de la statue « Notre-Dame de Provins » pendant la nuit et à la cacher chez elle, à Albigny, pour la sauver de la destruction. Une procession ramène la statuette dans la chapelle en 1804.
En 1837, un projet de déplacement de la chapelle, sur une hauteur hors du village, est abandonné face à la forte opposition de la part des villageois, menés par Claude Batailleur,.
La chapelle est reconstruite en 1877 d'après les plans de l'architecte ancilevien Auguste Mangé, dans le style néogothique, à quelques mètres de son emplacement précédent. Elle accueille à nouveau la statuette de la Vierge, restaurée en 1875 par le sculpteur Pedrini,, et classée monument historique au titre objet en 1963 par l'historien Raymond Oursel.